# هاینریش آدولف رینه
هاینریش آدولف رینه (آلمانی: Heinrich Adolf Rinne؛ ‏ ۲۴ ژانویهٔ ۱۸۱۹ – ۲۶ ژوئیهٔ ۱۸۶۸) پزشک متخصص گوش‌شناسی اهل آلمان بود. وی دکترای پزشکی خود را از دانشگاه گوتینگن دریافت کرد و در گوتینگن مشغول طبابت شد. رینه در سال ۱۸۵۵ فرایند رسانایی ترکیبی پرده گوش و استخوانچه‌های گوش میانی را توصیف کرد. او بابت ابداع آزمون رینه شهرت دارد. آزمون رینه یک تست شنوایی‌سنجی است که با دیاپازون انجام می‌شود و برای آزمایش و مقایسه شنوایی بیماران از طریق هدایت هوا (فرایند طبیعی) یا از طریق هدایت استخوانی (انتقال صدا به گوش درونی از طریق ماستوئید) استفاده می‌شود. او استدلال کرد که اگر فردی صدا را برای مدت طولانی‌تری از طریق رسانش استخوانی نسبت به رسانش هوایی بشنود، بیماری مربوط به دستگاه هدایتی گوش است.